# Dołhinów
Dołhinów (biał. Даўгінава, ros. Долгиново, jid. ‏דאלהינאוו‎) – wieś na Białorusi w obwodzie mińskim, w rejonie wilejskim; centrum sielsowietu.
Siedziba parafii prawosławnej (pw. Świętej Trójcy) i rzymskokatolickiej (pw. św. Stanisława).

## Historia
W l. 1440–1443 Dołhinów należał do Jana Dowgirda, wojewody wileńskiego, następnie do Jana Moniwidowicza, a w 1485 r. do Bohdana Andruszkowicza Sakowicza, wojewody trockiego. W 1525 znajdował się w posiadaniu jego córki Elżbiety Sakowiczówny. Na początku XVI w. wzniesiono tu cerkiew Świętej Trójcy, a w 1553 – kościół.
W wyniku reformy administracyjno-terytorialnej (1565–1566) Dołhinów znalazł się w powiecie oszmiańskim województwa wileńskiego. Od 1567 miejscowość należała do Jerzego Chodkiewicza, a w 1569 do jego córki.
W trakcie marszu na wyprawę połocką król Stefan Batory wysłał z Dołhinowa oddział pod dowództwem oficera Chmielewskiego w kierunku Mińska dla osłony przed nieprzyjacielem przeprawy sił głównych przez Wilię.
W 1622 miejscowość należała do Janusza Kiszki, wojewody połockiego, który w 1634 r. sprzedał ją Józefowi Welaminowi Rutskiemu, ówczesnemu unickiemu metropolicie kijowskiemu.
W 1643 r. Dołhinów wspominany jest jako miasteczko.
W 1661 w okolicy Dołhinowa miała miejsce potyczka pomiędzy wojskami litewskimi i moskiewskimi, o czym świadczyły widoczne jeszcze w końcu XIX wieku pozostałości okopów.
W 1690 r. miasteczko należało do Karola Michała Druckiego-Sokolińskiego. W 1704 Karol i Ewa Druccy-Sokolińscy ufundowali tu nowy kościół pod wezwaniem św. Stanisława.
Dekanat dołhinowski unickiej archieparchii kijowskiej, utworzony w 1746 r., obejmował 29 parafii, natomiast rzymskokatolicka parafia w Dołhinowie w 1744 r. obejmowała 16 wsi. W XVIII w. wzniesiono w Dołhinowie nową cerkiew greckokatolicką.
W następstwie II rozbioru Rzeczypospolitej (1793) Dołhinów znalazł się w zaborze rosyjskim. Stał się stolicą włości w ujeździe wilejskim guberni mińskiej, a następnie wileńskiej Imperium Rosyjskiego.
W 1800 r. w miasteczku było 88 domów i 305 mieszkańców, odbywały się dwa jarmarki rocznie.
Kościół drewniany św. Stanisława z 1704 r. zniszczał, dlatego z funduszy parafian, dzięki staraniom długoletniego proboszcza ks. Józefa Kalasantego Lwowicza, w 1853 r. zbudowano nowy, murowany.

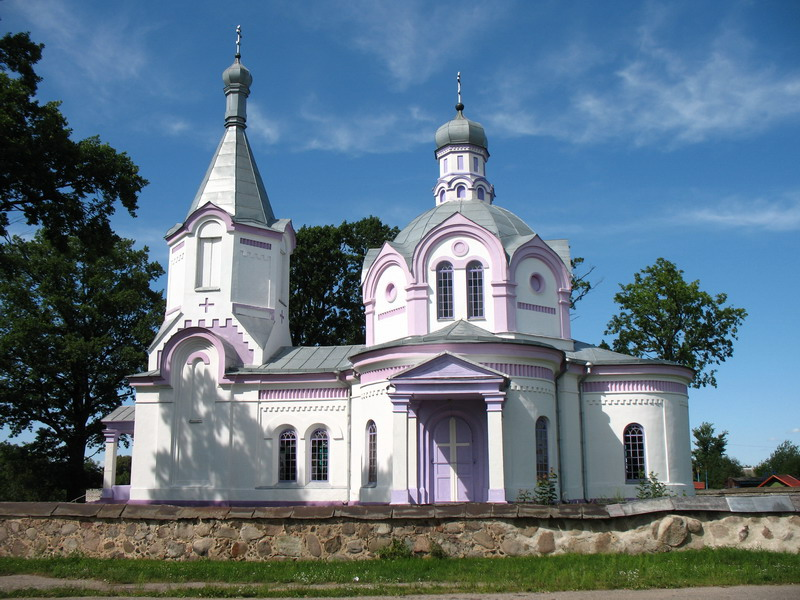
Cerkiew prawosławna pw. Świętej Trójcy z XIX w.

W 1866 r. miasteczko Dołhinów posiadało 362 domy i 1469 mieszkańców. Znajdowała się tam szkółka włościańska, cerkiew prawosławna oraz zarząd gminy włościańskiej. Dzięki właścicielom miasteczka – hrabiom Kamieńskim – rozwijał się tu przemysł włókienniczy (istniał zakład sukienniczy).
W końcu maja 1920 roku w okolicach Dołhinowa 8 pułk piechoty Legionów toczył ciężkie boje z nacierającymi wojskami bolszewickimi.
W okresie międzywojennym w granicach Polski, w gminie Dołhinów, powiecie wilejskim, województwie wileńskim. Według spisu powszechnego z 1921 r. folwark i miasteczko Dołhinów liczyły 393 domy i 2671 mieszkańców: 1271 mężczyzn, 1400 kobiet. Pod względem wyznania byli to przede wszystkim żydzi (1747), resztę stanowili rzymscy katolicy (693), prawosławni (202) i 29 muzułmanów. Kryterium deklarowanej narodowości również wskazywało na dominację Żydów (1395). Jako Polacy określiło się 1052 osób, jako Białorusini – 211, pozostali (13) wskazali inną narodowość.
W 1931 w 547 domach zamieszkiwało 3181 osób. Umiejscowiony był tu sąd grodzki i urząd pocztowy obsługujący znaczną część gminy.
W 1928 roku kierownik szkoły powszechnej Maksymilian Matros został odznaczeni Srebrnym Krzyżem Zasługi za „zasługi w społecznej i oświatowej”.
Po agresji ZSRR na Polskę (1939) Dołhinów znalazł się w granicach BSRR, gdzie 12 października 1940 r. został centrum sielsowietu. 1 maja 1940 r. miejscowość otrzymała oficjalnie status osiedla typu miejskiego.
Po agresji hitlerowskiej na ZSRR (1941) miejscowość znalazła się pod okupacją niemiecką. W tym okresie naziści dokonali prawie całkowitej eksterminacji żydowskiej ludności Dołhinowa. Do lata 1942 z 5000 przebywających w Dołhinowie Żydów przeżyło zaledwie 278. 218 z nich przeprowadził przez linię frontu radziecki partyzant Nikołaj Kisieliow.
Dołhinów został wyzwolony 3 lipca 1944 r. Po wojnie miejscowość znalazła się ponownie w granicach ZSRR. W 1954 r. status Dołhinowa został obniżony do rangi wsi.
W 1971 r. było tu 501 domów, a w 1993 – 596.

## Znane osoby
W Dołhinowie urodził się w 1794 Józef Kalasanty Lwowicz – polski pijar, filareta, nauczyciel, a także w 1928 Bohdan Ejmont – polski aktor.
Tu także mieszkał i uczył się białoruski poeta żydowskiego pochodzenia Zmitrok Biadula (1886–1941).
W miejscowości tej na początku maja 2022 pochowany został zmarły przed 2 miesiącami w niewyjaśnionych okolicznościach polski dezerter Emil Czeczko.